# Giorgio Santi
Giorgio Santi ( * 1746 - 1822 ), fue un naturalista, explorador, químico, botánico, geólogo, micólogo, zoólogo italiano. 
Fue Prefecto del Jardín Botánico de Pisa entre 1782 y 1814.
Obtiene su diploma en Medicina y en Cirugía en la Universidad de Siena, y realiza algunos viajes a Montpellier y a París, durante los cuales trata con Buffon, Lavoisier y otros célebres científicos de su tiempo. Su principal aportación fue en el campo de la geoquímica.

## Publicaciones
- Analisi chimica delle acque dei bagni pisani e dell'acqua acidula di Asciano. 1789

- Viaggi per la Toscana (1795-1806) (traducido al francés en 1802 con el título "Voyage au Montamiata")

- - Tomo 1: http://grandtour.bncf.firenze.sbn.it:9080/nazionale/indici/libri-di-viaggio/UFIE001559 (enlace roto disponible en Internet Archive; véase el historial, la primera versión y la última).

- - Tomo 2: http://grandtour.bncf.firenze.sbn.it:9080/nazionale/indici/libri-di-viaggio/UFIE001873 (enlace roto disponible en Internet Archive; véase el historial, la primera versión y la última).

- - Tomo 3: http://grandtour.bncf.firenze.sbn.it:9080/nazionale/indici/libri-di-viaggio/UFIE001872 (enlace roto disponible en Internet Archive; véase el historial, la primera versión y la última).

## Honores
- Santita, mineral de la Toscana

- La abreviatura «Santi» se emplea para indicar a Giorgio Santi como autoridad en la descripción y clasificación científica de los vegetales.[1]